# Heather McPhie
Heather McPhie (Bozeman, 28 mei 1984) is een Amerikaanse freestyleskiester die is gespecialiseerd in het onderdeel moguls. Ze vertegenwoordigde haar vaderland op de Olympische Winterspelen 2010 (Vancouver) en op de Olympische Winterspelen 2014 (Sotsji).

## Carrière
Bij haar wereldbekerdebuut, in januari 2006 in Deer Valley, scoorde McPhie direct wereldbekerpunten, een jaar na haar debuut behaalde ze in Mont Gabriel haar eerste toptienklassering in een wereldbekerwedstrijd. Op de wereldkampioenschappen freestyleskiën 2007 in Madonna di Campiglio eindigde de Amerikaanse als achtste op het onderdeel moguls en als negende op het onderdeel dual moguls. Op 14 januari 2010 boekte ze in Deer Valley haar eerste wereldbekerzege. Tijdens de Olympische Winterspelen van 2010 in Vancouver eindigde McPhie als achttiende op het onderdeel moguls.
In Deer Valley nam de Amerikaanse deel aan de wereldkampioenschappen freestyleskiën 2011. Op dit toernooi eindigde ze als vierde op het onderdeel dual moguls en als zesde op het onderdeel moguls. Op de wereldkampioenschappen freestyleskiën 2013 in Voss eindigde McPhie als vierde op zowel het onderdeel moguls als het onderdeel dual moguls. Tijdens de Olympische Winterspelen van 2014 in Sotsji eindigde de Amerikaanse als dertiende op het onderdeel moguls.

## Resultaten

### Olympische Spelen
| Jaar | Plaats    | Resultaten |
| ---- | --------- | ---------- |
| 2010 | Vancouver | 18e Moguls |
| 2014 | Sotsji    | 13e Moguls |

### Wereldkampioenschappen
| Jaar | Plaats               | Resultaten               |
| ---- | -------------------- | ------------------------ |
| 2007 | Madonna di Campiglio | 9e Dual Moguls 8e Moguls |
| 2011 | Deer Valley          | 4e Dual Moguls 6e Moguls |
| 2013 | Voss                 | 4e Dual Moguls 4e Moguls |

### Wereldbeker
Eindklasseringen
| Seizoen   | Algm | MO     |
| --------- | ---- | ------ |
| 2005/2006 | 143e | 51e    |
| 2006/2007 | 27e  | 13e    |
| 2007/2008 | 43e  | 16e    |
| 2008/2009 | 113e | 30e    |
| 2009/2010 | 5e   | Zilver |
| 2010/2011 | 19e  | 5e     |
| 2011/2012 | 10e  | 4e     |
| 2012/2013 | 8e   | Brons  |
| 2013/2014 | 16e  | 5e     |

Wereldbekerzeges
| Datum            | Plaats      | Onderdeel   |
| ---------------- | ----------- | ----------- |
| 14 januari 2010  | Deer Valley | Moguls      |
| 15 december 2012 | Ruka        | Dual Moguls |
| 22 december 2012 | Kreischberg | Dual Moguls |
| 15 maart 2013    | Åre         | Moguls      |